# The Batman Superman Movie: World's Finest
Batman e Superman: Os Melhores do Mundo é um filme animado estadunidense de aventura lançado em 1997. È dirigido por Toshiko Masuda e roterizado por Paul Dini e Alan Burnett e tem como estrelas Tim Daly e Kevin Conroy.
- Kevin Conroy ... Bruce Wayne / Batman
- Tim Daly ... Clark Kent / Superman
- Mark Hamill ... Coringa
- Clancy Brown ... Lex Luthor
- Dana Delany ... Lois Lane
- Arleen Sorkin ... Harleen Quinzel / Arlquina
- Bob Hastings ... Comissário Gordon
- Lisa Edelstein ... Mercy Graves
- Efrem Zimbalist Jr. ... Alfred Pennyworth
- Joseph Bologna ... Agente da SCU Lt. Dan Turpin
- Robert Costanzo ... Detetive Harley Bullock
- George Dzundza ... Perry White
- Lauren Tom ... Angela Chen
- Brad Garrett ... Bilbo
- Outras Vozes: Corey Burton, John Capodice, Shannon Kenny e Peter Renaday

Animação baseada na famosa série The Batman/Superman Hour.

## Ligações Externas
- The Batman Superman Movie: World's Finest. no IMDb.